# バレニン
バレニン（英語：Balenine）とは、イミダゾールジペプチドの一つ。Nα-β-アラニル-1-メチル-L-ヒスチジン。別名：オフィジン (ophidine)。β‐アラニンに3‐メチルL-ヒスチジンが結合したもの。ヒゲクジラの筋肉中に多量に含有され、抗疲労作用のある生体物質とされる。

## 研究
バレニンは、1962年にヒゲクジラの筋肉から初めて同定。
1976年には、マッコウクジラ、スジイルカ、ヒキガエル、ホタテガイの筋肉中に確認された。
2009年までに、マッコウクジラの筋肉にはバレニンはそれほど含まれていない（100g中に数mg）ものの、ミンククジラ、イワシクジラ、クロミンククジラ、ナガスクジラ、ニタリクジラの筋肉には多量に含まれていること（100g中に千数百mg）がわかった。
| 種別                     | 種別   | mg/100g  |
| ウナギ（魚類）           | 普通筋 | 4        |
| ヘビ（爬虫類）           | 筋肉   | 48 - 312 |
| ニワトリ（鳥類）         | 筋肉   | - 5      |
| ブタ（哺乳類）           | 筋肉   | - 48     |
| シカ（哺乳類）           | 筋肉   | - 94     |
| ウシ、バイソン（哺乳類） | 筋肉   | - 2      |

| 種別                         | 種別 | mg/100g       |
| マッコウクジラ（ハクジラ）   | 背筋 | 3             |
| マゴンドウクジラ（ハクジラ） | 背筋 | 553           |
| ナガスクジラ（ヒゲクジラ）   | 背筋 | 1,466         |
| ナガスクジラ（ヒゲクジラ）   | 赤身 | 1,003         |
| ミンククジラ（ヒゲクジラ）   | 赤身 | 1,262         |
| ミンククジラ（ヒゲクジラ）   | 背筋 | 1,874         |
| イワシクジラ（ヒゲクジラ）   | 赤身 | 1,286         |
| ニタリクジラ（ヒゲクジラ）   | 筋肉 | 1,098.8±133.4 |

※筋肉とのみ表示してあるものは数個体あるいは数種および異なる筋肉における範囲を示す。

## 機能
2006年の日本鯨類研究所が指摘する様に、イミダゾールジペプチド化合物3つ（ほかはカルノシン、アンセリン）のうち、バレニンの実験結果は少なかった。
2006年までに、ミンククジラ肉から抽出したバレニンで筋肉疲労の発生を予防し、回復を早める作用を有する可能性が確認され、
2013年、日本鯨類研究所などが、ヒトに対して、疲労を軽減する効果がある試験結果を得た。疲労による副交感神経機能の低下が抑えられ、疲労感が改善したという。
日本の農林水産省は、「大海原を泳ぎ続ける鯨のスタミナは、体内に大量に含まれているアミノ酸物質「バレニン」に秘密があると考えられています。」と紹介した。
2011年に、東京大学名誉教授（水圏生命科学）の阿部宏喜は「バレニンには抗疲労効果だけでなく、細胞を保護したり、傷を治したりするなど多彩な効用がある。ところが、あまりにも効用が多すぎ、どの作用がどの症状を軽減するかが、まだ特定できていない」と説明した。

## 食品加工
鯨肉の缶詰などを作る際の煮汁をフリーズドライ製法によりサプリメント化する。従来、煮汁は捨てるしかなかったという。